# Henryk Wieniawski
Henryk Wieniawski (10. červenec 1835 Lublin – 31. březen 1880 Moskva) byl polský houslista a hudební skladatel.

## Životopis
Narodil se roku 1835 v Lublinu v rodině polských židů; jeho otec, Tobiasz Pietruszka, konvertoval ke katolicismu. Už v raném věku se projevil jeho houslový talent a již v roce 1843 vstoupil na Pařížskou konzervatoř. Po absolutoriu absolvoval řadu koncertních turné, při kterých vystoupil v mnoha recitálech; na klavír jej doprovázel jeho bratr Józef. Ve věku dvanácti let, roku 1847, vydal Henryk Wieniawski svůj opus č. 1, „Grand Caprice Fantastique“, první z pozdějších 24 opusů.
V roce 1860 se oženil s Isabellou Hampton; jeho rodiče mu původně odmítali dát svůj souhlas se svatbou ale změnili svůj názor poté, co Wieniawski složil svůj opus č. 17 nazvaný „Légende“. Téhož roku se na pozvání Antona Rubinsteina odstěhoval do Petrohradu, kde vyučoval hru na housle, řídil orchestr a smyčcový kvartet Ruské hudební společnosti.
Wieniawski setrval v Petrohradu až do roku 1872, kdy odjel spolu s Rubinsteinem na dva roky trvající turné po USA. Roku 1875 Wieniawski nastoupil na místo učitele hry na housle na bruselské konzervatoři. Během pobytu v Bruselu se však výrazně zhoršilo jeho zdraví – často byl nucen přerušovat svoje koncerty. V dubnu 1879 vystoupil na posledním koncertu na rozloučenou v Oděse. O necelý rok později zemřel v Moskvě na infarkt. Je pohřben ve Varšavě. 

## Dosah hudebního díla
Henryk Wieniawski byl považován za výjimečného houslistu; složil některé z nejdůležitějších skladeb houslového repertoáru, především dva velmi náročné houslové koncerty: první (fis moll, 1853) a druhý (d moll, 1862), který bývá hrán častěji. Jeho houslová škola „L'Ecole Moderne, 10 Etudes-Caprices“ je velmi známý a žádaný notový materiál pro studium houslové hry. K dalším často hraným skladbám patří „Scherzo-Tarantelle“, op. 16 a „Légende, Op. 17“. Dále napsal dvě populární mazurky pro sólové housle s doprovodem klavíru, používající techniky jako např. pizzicato hrané levou rukou, flažolety a velké skoky. Wieniawski byl posmrtně vyznamenán několika cenami.
Takzvané „ruské držení smyčce“ by se správně mělo nazývat „Wieniawského držení smyčce“. Wieniawski totiž své žáky učil hrát velmi pevným smykem, který umožňoval hrát snadno tzv. „ďábelské staccato“.
Roku 1935 se ve Varšavě konala první Wieniawského houslová soutěž. Od roku 1952 se koná pravidelně každých 5 let Mezinárodní houslová soutěž Henryka Wieniawského.

## Skladby

### Vydané skladby s čísly opusů
- Grand Caprice Fantastique, Op. 1
- Allegro De Sonate, Op. 2
- Souvenir de Posen, Mazurka, Op. 3
- Polonaise de Concert No. 1, Op. 4
- Adagio Elegique, Op. 5
- Souvenir de Moscow, 2 Russian Romances, Op. 6
- Capriccio-Valse, Op. 7
- Grand Duo Polonaise For Violin and Piano, Op. 8
- Romance sans Paroles et Rondo Elegant, Op. 9
- L'Ecole Moderne, 10 Etudes-Caprices For Violin Solo, Op. 10
- Le Carnaval Russe, Improvisations and Variations, Op. 11
- 2 Mazurkas De Salon, Op. 12
- Fantasie Pastorale, Op. 13
- Concerto No. 1 In F# Minor, Op. 14
- Theme Original Varié, Op. 15
- Scherzo-Tarantelle, Op. 16
- Légende, Op. 17
- Etudes-Caprices Na Dwoje Skrzypiec, Op. 18
- 2 Mazurkas, Obertasse et Le Menetrier, Op. 19
- Fantasie Brillante sur Gounod's „Faust“, Op. 20
- Polonaise Brillante, Op. 21
- Concerto No. 2 In D Minor, Op. 22
- Gigue in E Minor, Op. 23
- Fantasie Orientale, Op. 24

### Nevydané skladby a skladby bez čísel opusů
- Wariacje na Temat Własnego Mazurka (ok. 1847)
- Aria z Wariacjami E-Dur (przed 1848)
- Fantazja i Wariacje E-Dur (1848)
- Nocturne Pour Violon Seul (1848)
- Romance (ok. 1848)
- Rondo Alla Polacca E-Moll (1848)
- Duo Concertant na Temat z Opery „Lucia di Lammermoor“ Donizettiho (ok. 1850)
- Duo Concertant na Temat Hymnu Rosyjskiego A. Lwowa (ok. 1850)
- Duo Concertant na Temat Rosyjskiej Melodii Ludowej (ok. 1850)
- Fantazja na Temat z Opery „Prorok“ Meyerbeera (ok. 1850)
- Mazur Wiejski (ok. 1850)
- Fantazja na Temat z Opery „Ryszard Lwie Serce“ Gretry'Ego (ok. 1851)
- Duet na Tematy Finlandzkich Pieni (ok. 1851)
- Dwa Mazurki (1851)
- Marsz (1851)
- Wariacje na Temat Hymnu Rosyjskiego (ok. 1851)
- Wariacje na Temat „Jecha Kozak Zza Dunaju“ (ok. 1851)
- Kujawiak A-Moll (1853)
- Wariacje na Temat Hymnu Austriackiego (1853)
- Rozumiem, pie na glos z fortepianem (1854)
- Souvenir de Lublin, polka koncertowa (ok. 1855)
- Fantazja na Temat z Opery „Lunatyczka“ Belliniego (ok. 1855)
- Wspomnienie z San Francisco (ok. 1874)
- Kujawiak C-Dur
- Polonaise Triomphale
- Reverie Fis-Moll na Altówku i Fortepiano